# Куокоай
Куокоай (вьет. Quốc Oai) — уезд Вьетнама, один из семнадцати сельских уездов, входящих в состав Ханоя. Площадь — 130 км², население — 148,3 тыс. человек, административный центр — город Куокоай.

## География
Уезд Куокоай расположен на запад от центра Ханоя. На северо-западе он граничит с уездом Тхатьтхат, на севере — с уездом Фуктхо, на северо-востоке — с уездом Хоайдык, на востоке — с районом Хадонг, на юго-востоке и юге — с уездом Тьыонгми, на юго-западе — с провинцией Хоабинь.

## Административное деление
В настоящее время в состав уезда Куокоай входят один город (thị trấn) — Куокоай (вьет. Quốc Oai) и 20 сельских общин (xã) — Канхыу (вьет. Cấn Hữu), Конгхоа (вьет. Cộng Hòa), Дайтхань (вьет. Đại Thành), Донгкуанг (вьет. Đồng Quang), Донгсуан (вьет. Đông Xuân), Донгйен (вьет. Đông Yên), Хоатхать (вьет. Hòa Thạch), Льептует (вьет. Liệp Tuyết), Нгиахыонг (вьет. Nghĩa Hương), Нгокльеп (вьет. Ngọc Liệp), Нгокми (вьет. Ngọc Mỹ), Фукат (вьет. Phú Cát), Фуман (вьет. Phú Mãn), Фыонгкать (вьет. Phượng Cách), Шайшон (вьет. Sài Sơn), Танхоа (вьет. Tân Hòa), Танфу (вьет. Tân Phú), Тхатьтхан (вьет. Thạch Thán), Туеннгиа (вьет. Tuyết Nghĩa) и Йеншон (вьет. Yên Sơn).
В городе Куокоай имеются рынок, больница, уездные народный комитет, отдел полиции, прокуратура и суд, несколько школ и храмов, стадион.

## Транспорт
По территории уезда Куокоай проходят национальное шоссе № 21 и скоростная автомагистраль «Дайло Тханглонг», соединяющая Ханой с технопарком Хоалак (Hoa Lac Hi-tech Park) в уезде Тхатьтхат. К автомагистрали «Дайло Тханглонг» примыкает город Куокоай, возле шоссе № 21 расположена военная база 58-го батальона. Также через уезд проходит водопровод, который соединяет реку Да в провинции Хоабинь с районами Большого Ханоя.

## Экономика
В экономике уезда Куокоай преобладает сельское хозяйство, крестьяне поставляют на рынки Ханоя рис, овощи, фрукты, чай, цветы, мясо птицы и пресноводную рыбу. Также в уезде ведётся промышленная добыча строительного камня. В последние годы часть сельскохозяйственных земель отводится под коммерческое и жилое строительство.
В общине Тхатьтхан (юго-западный пригород города Куокоай) расположена промышленная зона Куокоай (Quoc Oai Industrial Zone), в которой базируются различные электротехнические и машиностроительные предприятия, в том числе завод японской компании Meiko Electronics, завод итальянской компании Ferroli, завод тайваньской компании Kenmec Mechanical Engineering и завод китайской компании Hua Bo Tech (Zhuhai) Industry, а также табачная фабрика вьетнамской государственной компании Thang Long Tobacco Company и станция очистки промышленных стоков.

## Архитектура

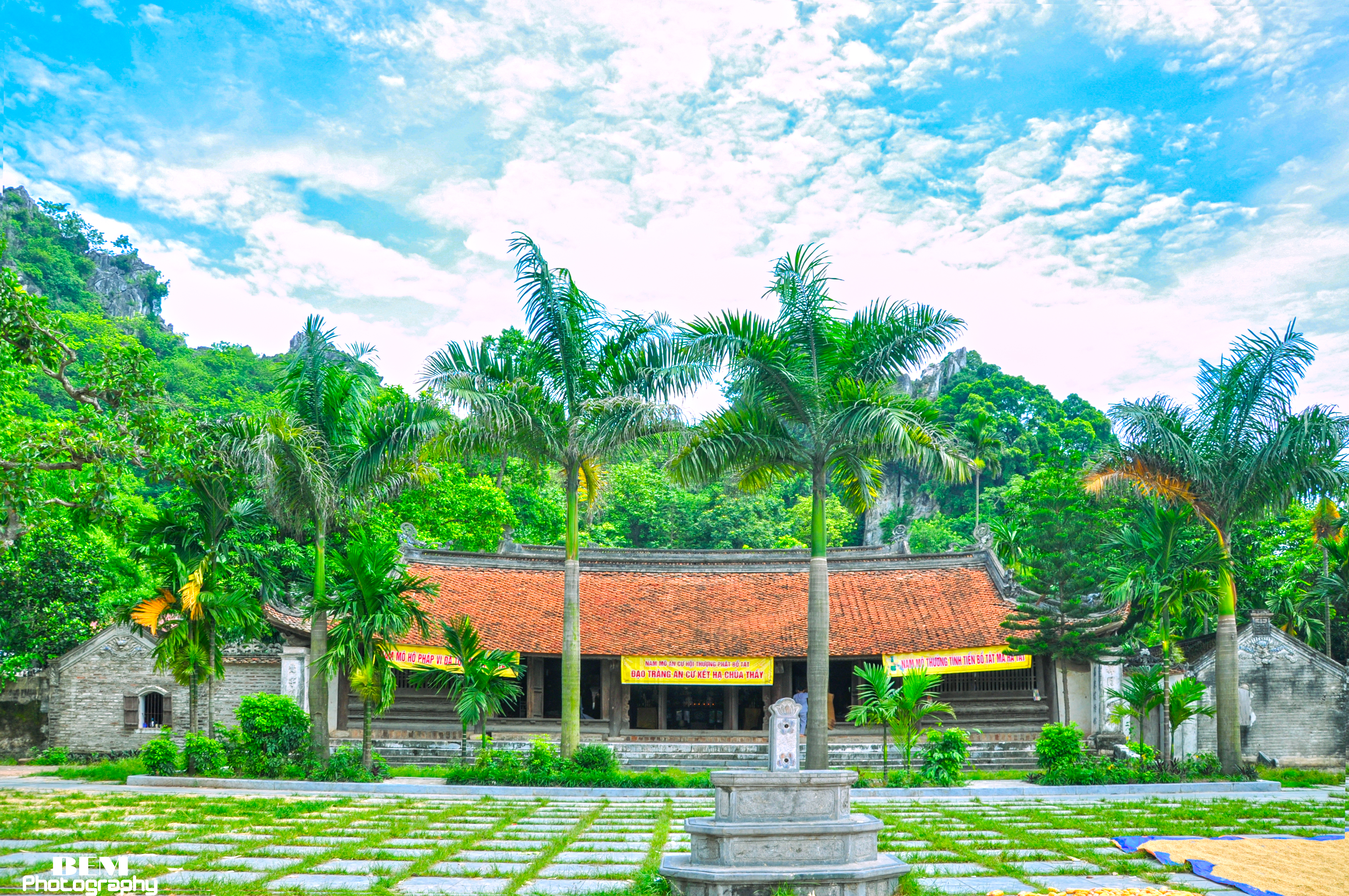
Храм Тхай

В уезде Куокоай расположен буддийский храм Тхай (вьет. chùa Thầy), также известный как «пагода Учителя» и «пагода Небесного Благословения». Он находится в общине Шайшон, на берегу искусственного озера, у подножия горы Шайшон. Храм был основан в XI веке в правление императора Ли Нян-тонга из династии Ли и посвящён легендарному монаху школы Тхиен Ты Дао Ханю (вьет. Từ Đạo Hạnh). Храм Тхай является одним из старейших во Вьетнаме, он хорошо сохранился и находится на попечении монашеской общины. Во время вьетнамского Нового Года храм превращается в крупный центр паломничества.
Легенды повествуют, что Ты Дао Хань был лекарем, мистиком и изобретателем, а также руководил традиционными кукольными представлениями на воде, для чего построил посреди озера перед храмом специальный павильон. Хань якобы мог вызвать дождь во время засухи или вылечить местного жителя одним благословением. Согласно местному культу Ты Дао Хань имел три воплощения: в виде Будды Шакьямуни, как сына императора Ли Нян-тонга, который позже сам стал императором Ли Тхан-тонгом, и затем в виде монаха, который спас жизнь императору.
Храм Тхай построен в типично вьетнамском архитектурном стиле и много раз реконструировался. Храм разделён на три части: молитвенный зал с множеством красочных изображений разных периодов, средний зал с изображениями демонов и задний зал со статуей монаха. В храме имеются деревянная статуя сидящего на троне бодхисаттвы, датируемая XIII веком, и триптих XVI века, изображающий Будду и учеников. На территории храмового комплекса находится маленькая святыня, известная как «старый храм» (chùa cũ), относящаяся, предположительно, к эпохе императора Ли Тхай То.
Также в храмовом комплексе есть два арочных моста — Солнце и Луна, построенные в 1602 году. Один из мостов ведёт к небольшому островку, на котором расположен даосский храм. Второй мост ведёт к холму, в пещере которого исчез Ты Дао Хань (сегодня пещера затерялась между корней баньянов, рядом с небольшим храмом, посвящённым родителям монаха, и маленькой пагодой).

## Культура
В общине Шайшон проходит праздник пагоды Тхай, который сопровождается процессией и водным кукольным представлением. В общине Нгиахыонг проводится праздник деревни Ванкхе, посвящённый местным божествам и сопровождаемый водной процессией, играми, представлениями и борьбой. В общине Донгкуанг в течение семи дней проходит большой праздник деревни Йенной, который сопровождается процессией паланкинов, соревнованиями по борьбе и другим боевым искусствам (посвящён бессмертному Тан Вьену, принцессе Ми Ныонг и генералу Као Ло).